# Pablo Lastras
Pablo Lastras García (Madrid, 20 januari 1976) is een Spaans voormalig wielrenner. Hij behoort tot de renners die in alle drie de Grote Rondes een etappe wonnen.
Lastras rijdt voor de ploeg Team Movistar; daarvoor reed hij voor de voorgangers van dat team, die andere namen droegen.

## Voornaamste overwinningen
1997
- Memorial Manuel Galera

1999
- 2e etappe deel a Troféu Joaquim Agostinho
- 12e etappe Ronde van Portugal

2000
- 3e etappe GP do Minho

2001
- 11e etappe Ronde van Italië
- 4e etappe Ronde van Portugal (ploegentijdrit)
- Memorial Manuel Galera

2002
- 9e en 11e etappe Ronde van Spanje

2003
- 2e etappe Ronde van Castilië en Leon (ploegentijdrit)
- 18e etappe Ronde van Frankrijk
- Eindklassement Ronde van Burgos

2005
- 8e etappe Ronde van Zwitserland

2007
- 6e etappe ENECO Tour

2008
- Eindklassement Ruta del Sol

2011
- 3e etappe Ronde van Burgos (ploegentijdrit)
- 3e etappe Ronde van Spanje

2012
- 1e etappe Ronde van Spanje (ploegentijdrit)

## Resultaten in voornaamste wedstrijden
| Jaar | Ronde van Italië | Ronde van Frankrijk | Ronde van Spanje |
| ---- | ---------------- | ------------------- | ---------------- |
| 2001 | 49e (1)          |                     |                  |
| 2002 |                  |                     | 17e (2)          |
| 2003 |                  | 67e (1)             | 55e              |
| 2004 |                  |                     | 38e              |
| 2005 |                  |                     | 19e              |
| 2006 |                  |                     | 48e              |
| 2007 | 42e              |                     |                  |
| 2008 | 64e              |                     |                  |
| 2009 | 45e              |                     |                  |
| 2010 | 113e             |                     |                  |
| 2011 | 37e              |                     | 44e (1)          |
| 2012 | opgave           |                     | 74e              |
| 2013 | 85e              |                     | opgave           |
| 2014 |                  |                     |                  |
| 2015 |                  |                     |                  |

| Jaar | Milaan-San Remo | Gent-Wevelgem | Ronde van Vlaanderen | Parijs-Roubaix | Amstel Gold Race | Luik-Bast.‑Luik | Ronde van Lombardije | Parijs-Tours |  | WK op de weg |  | Wereldranglijsten |
| ---- | --------------- | ------------- | -------------------- | -------------- | ---------------- | --------------- | -------------------- | ------------ |  | ------------ |  | ----------------- |
| 2001 |                 |               |                      |                |                  |                 |                      |              |  |              |  |                   |
| 2002 |                 |               | opgave               |                | 84e              |                 | 7e                   | 54e          |  | 159e         |  |                   |
| 2003 |                 |               | opgave               | opgave         |                  | opgave          |                      |              |  |              |  |                   |
| 2004 | 38e             | 35e           | 121e                 | opgave         | 45e              | 79e             | 46e                  | 20e          |  |              |  |                   |
| 2005 |                 |               |                      |                |                  |                 | 30e                  | 38e          |  |              |  | 158e (UPT)        |
| 2006 | 61e             |               |                      |                |                  |                 | 41e                  | 32e          |  |              |  | 184e (UPT)        |
| 2007 | 25e             |               |                      |                |                  |                 | 43e                  | 38e          |  |              |  | 83e (UPT)         |
| 2008 | 72e             |               |                      |                |                  |                 | 58e                  | 19e          |  |              |  |                   |
| 2009 |                 |               |                      |                |                  |                 | 35e                  | 8e           |  |              |  | 161e (UWK)        |
| 2010 | 20e             | 23e           |                      |                |                  |                 | ↑                    | 17e          |  |              |  | 68e (UWK)         |
| 2011 | 26e             | 24e           |                      |                |                  |                 | opgave               |              |  | 97e          |  | 97e (UWT)         |
| 2012 | 28e             | 47e           | 100e                 | opgave         | 77e              | opgave          | opgave               |              |  | opgave       |  |                   |
| 2013 | opgave          |               |                      |                | opgave           | opgave          |                      |              |  |              |  |                   |
| 2014 |                 |               |                      |                |                  |                 |                      |              |  |              |  |                   |
| 2015 |                 |               |                      |                |                  |                 |                      |              |  |              |  |                   |

## Ploegen
- 1995-Banesto Amateur
- 1996-Banesto Amateur
- 1997-Banesto Amateur
- 1997-Banesto (stagiair)
- 1998-Banesto
- 1999-Banesto
- 2000-Banesto
- 2001-iBanesto.com
- 2002-iBanesto.com
- 2003-iBanesto.com
- 2004-Illes Balears-Banesto
- 2005-Illes Balears-Caisse d'Epargne
- 2006-Caisse d'Epargne-Illes Balears
- 2007-Caisse d'Epargne
- 2008-Caisse d'Epargne
- 2009-Caisse d'Epargne
- 2010-Caisse d'Epargne
- 2011-Team Movistar
- 2012-Team Movistar
- 2013-Team Movistar
- 2014-Team Movistar
- 2015-Team Movistar

Wielerploegen van Pablo Lastras
Alonso ·
Aparicio ·
Arrieta ·
Beltrán ·
Blanco ·
Casero ·
de Las Cuevas ·
Fernández Ginés ·
Garcia ·
González ·
Hunt ·
Indurain ·
J. M. Jiménez ·
Miranda ·
Olano ·
A. Osa ·
U. Osa ·
Peña ·
Rodrigues ·
Uriarte ·
E. Jiménez (stagiair) ·
Lastras (stagiair) ·
Mancebo (stagiair)
Alonso ·
Arrieta ·
Barbosa ·
Beltrán ·
de Las Cuevas ·
Fernández Ginés ·
Garcia ·
Garmendia ·
Hunt ·
E. Jiménez ·
J. M. Jiménez ·
Lastras ·
Latasa ·
Mancebo ·
Navas ·
Odriozola ·
Olano   ·
A. Osa ·
U. Osa ·
Peña ·
Rodrigues ·
Solaun ·
Ferrío (stagiair) 
Arrieta ·
Baranowski ·
Barbosa ·
Beltrán ·
Bruseghin ·
García ·
Garmendia ·
Hunt ·
E. Jiménez ·
J. M. Jiménez ·
Lastras ·
Latasa ·
Mancebo ·
Navas ·
Odriozola ·
A. Osa ·
U. Osa ·
Peña ·
Piepoli ·
Rodrigues ·
Solaun ·
Zülle ·
Benito (stagiair) ·
Zandio (stagiair) 
Arrieta ·
Baranowski ·
Barbosa ·
Benito ·
Brożyna ·
Bruseghin ·
García ·
Garmendia ·
E. Jiménez ·
J. M. Jiménez ·
Lastras ·
Latasa ·
Mancebo ·
Mensjov ·
Navas ·
Odriozola ·
A. Osa ·
U. Osa ·
Piepoli ·
Rodrigues ·
Solaun ·
Zülle ·
Bru (stagiair) ·
Gil (stagiair) ·
Zandio (stagiair) 
Arrieta ·
Baranowski ·
Barbosa ·
Benito ·
Blanco ·
Brożyna ·
Bruseghin ·
Domínguez ·
A. García ·
J. V. García ·
Gil ·
E. Jiménez ·
J. M. Jiménez ·
Lastras ·
Latasa ·
Mancebo ·
Mensjov ·
Mercado ·
Navas ·
Odriozola ·
A. Osa ·
U. Osa ·
Pascual ·
Piepoli ·
Plaza ·
Solaun ·
Vila ·
Zandio
Arrieta ·
Baranowski ·
Blanco ·
Brożyna ·
Bruseghin ·
Flecha ·
A. García ·
J. V. García ·
Gil ·
Gutiérrez ·
E. Jiménez ·
J. M. Jiménez ·
Lastras ·
Latasa ·
Mancebo ·
Mensjov ·
Mercado ·
Navas ·
Odriozola ·
A. Osa ·
U. Osa ·
Pascual ·
Piepoli ·
Plaza ·
Vila ·
Zandio
Arrieta ·
Flecha ·
García ·
Gutiérrez ·
Jiménez ·
Karpets ·
Lastras ·
López ·
Mancebo ·
Mateos ·
Mensjov ·
Mercado ·
Odriozola ·
A. Osa ·
U. Osa ·
Pascual ·
Petrov ·
Piepoli ·
Plaza ·
Zandio
Arrieta ·
Becke ·
Colom ·
Gálvez ·
García ·
Gutiérrez ·
Horrach ·
Karpets ·
Lastras ·
López ·
Mancebo ·
Mensjov ·
Navas ·
A. Osa ·
U. Osa ·
Pradera ·
Radochla ·
Reynés ·
Tauler ·
Zandio
Arrieta ·
Arroyo ·
Becke ·
Carrasco ·
Colom ·
Erviti ·
Escobar ·
Gálvez ·
García ·
Gonzalez ·
Gutiérrez ·
Horrach ·
Julia ·
Karpets ·
Lastras ·
Leonet ·
Mancebo ·
Navas ·
A. Osa ·
U. Osa ·
Pérez ·
Pradera ·
Reynés ·
Tauler ·
Valverde ·
Zandio
Arroyo ·
Berthou ·
Brard ·
Carrasco ·
Colom ·
Erviti ·
Fertonani ·
Gálvez (tot 26/11) ·
García ·
Gutiérrez ·
Horrach ·
Jefimkin ·
Julia ·
Karpets ·
Lastras ·
Leonet ·
Markov ·
Pereiro ·
A. Pérez ·
F. Pérez ·
Perget ·
Portal ·
Pradera ·
Reynés ·
Rodríguez ·
Valverde ·
Zaballa ·
Zandio
Arroyo ·
Berthou ·
Brard ·
Erviti ·
Fertonani ·
García ·
Gutiérrez ·
Horrach ·
Jefimkin ·
Karpets ·
Lastras ·
López ·
Losada ·
Markov ·
Pereiro ·
A. Pérez ·
F. Pérez ·
Perget ·
Plaza ·
N. Portal ·
S. Portal ·
Reynés ·
Rodríguez ·
Rojas ·
Sánchez ·
Valverde ·
Zaballa ·
Zandio
Arroyo ·
Charteau ·
Coyot ·
Drujon ·
Erviti ·
García ·
Gutiérrez ·
Horrach ·
Karpets ·
Lastras ·
López ·
Losada ·
Moreno ·
Pasamontes ·
Patanchon ·
Pereiro ·
F. Pérez ·
M. Pérez ·
Perget ·
Portal ·
Rodríguez ·
Rojas ·
Rujano ·
Sánchez ·
Urán ·
Valverde ·
Zandio
Amador ·
Arroyo ·
Charteau ·
Costa ·
Coyot ·
Drujon ·
Erviti ·
García ·
Gutiérrez ·
Jeannesson ·
Kiryjenka ·
Lastras ·
López ·
Losada ·
Madrazo ·
Moreno ·
Pasamontes ·
Pereiro ·
F. Pérez ·
M. Pérez ·
Perget ·
Portal ·
Rodríguez ·
Rojas ·
Sánchez ·
Urán ·
Valverde ·
Zandio
Amador ·
Arroyo ·
Bruseghin ·
Cobo ·
Costa ·
Coyot ·
Drujon ·
Erviti ·
García ·
Gutiérrez ·
Jeannesson ·
Kiryjenka ·
Lastras ·
López ·
Losada ·
Madrazo ·
Moreau ·
Pasamontes ·
Pérez ·
Perget ·
Plaza ·
Rojas ·
Sánchez ·
Soler ·
Urán ·
Valverde ·
Zandio
Amador · 
Arroyo · 
Bruseghin ·  
Costa · 
Erviti · 
García · 
Gutiérrez · 
Herrada ·  
Intxausti · 
Iriarte · 
Kiryjenka · 
Konovalovas ·
Lastras · 
López · 
Madrazo · 
Oyarzún · 
Pardilla · 
Pasamontes · 
Pérez ·
Plaza · 
Rojas · 
Samojlaw · 
Sanz · 
Soler · 
Tondó (tot 23/05) ·  
Ventoso
Amador · 
Arroyo · 
Bruseghin · 
Castroviejo ·
Cobo · 
Costa · 
Erviti · 
Gutiérrez · 
Jesús Herrada ·  
José Herrada ·
Intxausti · 
Iriarte · 
Karpets · 
Kiryjenka · 
Konovalovas ·
Lastras · 
López · 
Madrazo · 
Moreno · 
Pardilla · 
Plaza · 
Quintana · 
Rojas · 
Samojlaw · 
Sanz · 
Valverde · 
Ventoso ·
Visconti · 
Angarita (stagiair)
Amador · 
Arroyo · 
Bruseghin · 
Capecchi · 
Castroviejo · 
Cobo · 
Costa  · 
Dowsett · 
Erviti · 
Jesús Herrada · 
José Herrada · 
Gutiérrez · 
Intxausti · 
Karpets · 
Lastras · 
Madrazo · 
Moreno · 
Pardilla · 
Plaza · 
Quintana · 
Rojas · 
Samojlaw · 
Sanz · 
Szmyd · 
Valverde · 
Ventoso · 
Visconti
Amador · Antón · Capecchi · Castroviejo · Dowsett · Erviti · Gadret ·  Gutiérrez · Jesús Herrada · José Herrada · Intxausti · G. Izagirre · J. Izagirre · Lastras · Lobato · Malori · Moreno · Plaza · D. Quintana · N. Quintana · Rojas · Sanz · Sütterlin · Szmyd · Valverde · Ventoso · Visconti
Amador · Anacona · Antón · Capecchi · Castroviejo · Dowsett · Erviti · Fernández · Gadret · Jesús Herrada · José Herrada · Intxausti · G. Izagirre · J. Izagirre · Lastras · Lobato · Malori · Moreno · D. Quintana · N. Quintana · Rojas · Sanz · Soler · Sutherland · Sütterlin · Valverde · Ventoso · Visconti